# راينر أرنولد
راينر أرنولد (بالألمانية: Rainer Arnold)‏ هو سياسي ألماني، ولد في 21 يونيو 1950 في شتوتغارت في ألمانيا. حزبياً، نشط في الحزب الديمقراطي الاجتماعي الألماني (1972 – ). وقد انتخب عضو في البوندستاغ الألماني خلال فترته النيابية ‏ وانتخب عضو في البوندستاغ الألماني خلال فترته النيابية ‏ (26 أكتوبر 1998 – 17 أكتوبر 2002).

## وصلات خارجية
- الموقع الرسمي